# Impatiens teysmannii
Impatiens teysmannii är en balsaminväxtart som beskrevs av Friedrich Anton Wilhelm Miquel. Impatiens teysmannii ingår i släktet balsaminer, och familjen balsaminväxter. Inga underarter finns listade i Catalogue of Life.